# Golnaz Hashemzadeh Bonde
Golnaz Hashemzadeh Bonde (Teheran, 1º maggio 1983) è una scrittrice iraniana naturalizzata svedese e fondatrice dell'organizzazione per i diritti umani Inkludera Invest.

## Biografia
Golnaz Hashemzadeh Bonde è nata nel 1983 in Iran. Durante la rivoluzione islamica, i genitori dell'autrice (rivoluzionari di sinistra) reputavano la Svezia un paese libero e tollerante e vi richiesero asilo politico. Si trasferirono in Svezia quando Golnaz aveva tre anni, cercando una vita migliore. Golnaz è cresciuta in Svezia e si è laureata alla Scuola di economia di Stoccolma e ha proseguito gli studi alla Columbia University. È stata riconosciuta come una delle cinquanta Goldman Sachs Global Leaders. È la fondatrice e la presidente di Inkludera Invest (un'organizzazione senza scopo di lucro a sostegno degli attivisti sociali il cui compito principale è combattere l'esclusione sociale).
Ha esordito come autrice nel 2012 con il romanzo Hon är inte jag, mentre il suo secondo romanzo Un popolo di roccia e vento (Det var vi, 2017) è stato venduto in 25 paesi, tradotto anche in italiano e pubblicato da Feltrinelli nel 2018. Nel 2019 ha vinto negli Stati Uniti il Dayton Literary Peace Prize.